# Pegasus Fantasy
Pegasus Fantasy (ペガサス幻想（ファンタジー）Pegasasu Fantajī) é a canção de maior sucesso da banda de rock japonesa MAKE-UP. Foi composta por Nobuo Yamada e Hiroaki Matsuzawa, e lançada em 1986. Tornou-se popular no Brasil por ser a primeira abertura do anime Cavaleiros do Zodíaco. 

## Produção
O vocalista Nobuo Yamada revelou que, quando receberam o convite para fazer a música, eles já haviam decidido que a banda chegaria ao fim, e que a canção seria seu último trabalho como membro da banda. Ele também contou que as letras foram escritas antes da melodia, o que foi uma novidade para ele, que teve dificuldades, mas tudo deu certo. O sucesso fez com que a banda gravasse várias músicas para o anime, lançadas no álbum Saint Seiya Hit Kyokushuu I (que contou com a participação de Mitsuko Horie). Só então eles se separaram; todavia, se reuniram para gravar novas músicas para a série, lançadas no álbum Saint Seiya 1996 SONG COLLECTION.
O diretor da gravação pediu que Yamada gritasse "Saint Seiya" no começo da música, o que o surpreendeu, já que achava que o seiyū do Seiya, Tōru Furuya, faria o frito. O cantor acabou ficando sem graça, pois bandas de rock gravar músicas de anime era algo muito novo e ele tinha medo de ser mal visto pelos fãs. Chegou a pedir para ficar sozinho no estúdio para gravá-lo.
O single contém, também, a canção "Blue Forever", encerramento do anime. As letras de ambas as músicas foram escritas por Machiko Ryu, enquanto Yamada e Hiroaki Matsuzawa compuseram ambas as músicas, se juntando a Yohgo Kohno na composição do encerramento (os três compositores eram membros da banda). Ryu escreveu as músicas "Hotondo Crazy" e "Honoo no Violence" para Hironobu Kageyama.
Para a versão brasileira, o cantor Edu Falaschi ficou responsável pelos vocais de ambas as músicas. Falaschi escreveu as letras em português de "Blue Forever" junto com Heber de Souza. Este último se juntou a Walter Tormin Neto e Marcelo Del Greco para fazer a letra em português de "Pegasus Fantasy".

## Faixas
| Lado A |                   |             |                                  |         |         |  |
| N.º    | Título            | Letras      | Música                           | Arranjo | Duração |  |
| 1.     | "Pegasus Fantasy" | Machiko Ryu | Hiroaki Matsuzawa • Nobuo Yamada | MAKE-UP | 1:26    |  |

| Lado B |                |        |                                        |         |         |  |
| N.º    | Título         | Letras | Música                                 | Arranjo | Duração |  |
| 1.     | "Blue Forever" | M. Ryu | H. Matsuzawa • N. Yamada • Yohgo Kohno | MAKE-UP | 1:10    |  |

## Legado
Uma banda de rock gravar músicas para animes não era algo comum na época, e com o sucesso da canção, uma nova era de anisons foi inaugurada. Yamada revelou que chegou a ter medo dos fãs da banda perderem o interesse por eles estarem fazendo esse tipo de música, um dos motivos que o levou a ficar sem graça de gravar o grito do nome do anime no começo da música.
A própria MAKE-UP relançou as canções com novos arranjos em três oportunidades, uma para o álbum Saint Seiya 1996 SONG COLLECTION, outra em um novo single lançado em 2009, feito especialmente para o evento Anime Japan Fes; e ainda mais uma em um EP lançado no mesmo ano chamado The Voice from Yesterday, onde ambas as músicas receberam 21st century ver. nos nomes.
Em 2012, uma nova versão da música, intitulada "Pegasus Fantasy ver. Omega" foi lançada para ser a abertura do novo anime da franquia, Saint Seiya Omega. A banda se reuniu e contou com a participação da cantora Shoko Nakagawa como convidada especial (vocal de apoio). O single alcançou a 29ª posição no ranking semanal da Oricon e a 24ª na Billboard Japan. No Brasil, esta versão é interpretada por Larissa Tassi e Rodrigo Rossi.
Devido ao sucesso da música, no Rock in Rio 2013, Falaschi foi obrigado a cantar a música após pedidos dos fãs. Após a sua apresentação, a palavra "Saint Seiya" entrou na lista de "Trending Topics" da rede social de microblog Twitter no dia 19 setembro de 2013.
O single original foi relançado em 20 de março de 2024 no formato de vinil, e esse relançamento chegou à 38ª posição no Oricon Singles Chart e à 37ª posição na Billboard Japan.
Quando Knights of the Zodiac: Saint Seiya, um novo anime da franquia foi lançado em 3D, "Pegasus Fantasy" ganhou nova versão, dessa vez pela banda The Struts e com a música renomeada para "Pegasus Seiya".

## Covers

### "Pegasus Fantasy"
Inúmeros artistas fizeram covers de "Pegasus Fantasy". A banda Mary's Blood lançou um em seu álbum Re>Animator, com participação do próprio Nobuo Yamada, que era um mentor para a vocalista da banda, Eye.
A banda italiana de power metal Derdian inclui um cover da música como faixa bônus para a edição japonesa do álbum Limbo. Outra banda italiana do mesmo estilo, a Trick or Treat, fez sua própria interpretação da música no álbum Re-Animated.
A banda Animetal fez dois covers da música, uma em seu álbum Animetal Marathon V, e outra no álbum Decade of Bravehearts. A versão americana da banda, chamada Animetal USA, também lançou um cover em álbum homônimo de estreia. Eizo Sakamoto, vocalista original do Animetal, lançou duas versões em seu álbum EIZO Japan 1.
Em 2009, Yamada lançou o projeto Dr. Metal Factory, que resultou em dois álbuns de covers de músicas pop japonesas (Cover Metal Then e Cover Metal Now). Aproveitou, então, para fazer um novo arranjo de "Pegasus Fantasy", com um pegada ainda mais heavy metal.
Em 2015, Masaaki Endoh lançou o álbum ENSON3, incluindo sua versão do tema.
Em 2017, banda brasileira Anie fez uma versão acústica da canção, com participação de Rodrigo Rossi.
Takeshi Tsuruno incluiu um cover da música em seu álbum Tsuruno Uta. No álbum V-Anime Rocks, um projeto de covers de bandas de visual kei para músicas de animes, a banda Sadie participou com sua versão.
O vocalista Bruno Sutter, como seu alter ego Detonator, incluiu uma gravação ao vivo em seu EP DetonaThor, realizada no SANA, em Fortaleza.
Em 2022, a banda MegaDriver incluiu um cover instrumental da música em seu álbum Super Saiyan Metal Vol. 1.
Em 2024, Edu Falaschi regravou a música, chamando esta de sua versão definitiva.

### "Blue Forever"
Em 2018, o próprio Nobuo Yamada participou do álbum Eien no SEED, de Yumi Matsuzawa, onde colaboraram numa versão de "Blue Forever".
O brasileiro Ricardo Cruz lançou um cover do encerramento como parte de seu projeto AnisonLab, com Lucas Araujo.

Um mês antes da morte de Nobuo Yamada, sua então banda chamada Daida Laida lanoçu um EP chamado Justice in 2025. Nela, uma versão "Blue Forever" foi feita.